# Chonchołoj (rejon biczurski)
Chonchołoj (ros. Хонхолой) – wieś (ułus) w Rosji, w Buriacji, w rejonie biczurskim. W 2010 liczyła 401 mieszkańców.